# Stazione di Südende
La stazione di Südende è una stazione ferroviaria di Berlino, sita nella località Südende del quartiere di Steglitz.

## Movimento
La stazione è servita dalla linea S 25 della S-Bahn.

## Interscambi
- Fermata autobus